# Camponotus guanchus
Camponotus guanchus es una especie de hormigas endémicas de las Canarias occidentales.